# Cognac
Cognac je město na jihozápadě Francie. Nachází se 120 km severně od Bordeaux na řece Charente. Žije zde přibližně 18 tisíc obyvatel. Je sídlem stejnojmenného arrondisementu a po Angoulême druhým největším městem departementu Charente.

## Historie
Název města je galského původu: z výrazu condate (soutok; nedaleko Cognacu se do Charente vlévá říčka Antenne) nebo z osobního jména Connus (pravděpodobně místní náčelník). První písemná zmínka pochází z roku 1016, kdy zde byl založen benediktinský klášter. V té době vznikl i hrad, který později patřil rodu Valois; okolní osada získala roku 1215 městská práva a díky výhodné poloze i daňovým úlevám bohatla z obchodu se solí a vínem, z něhož se později začal vyrábět také aperitiv Pineau des Charentes a proslulá vinná pálenka. Od roku 1909 platí ochrana označení původu a název koňak smějí používat pouze místní produkty, vše ostatní se označuje jako brandy. Ve městě se nachází také muzeum koňaku. Významný je i sklářský průmysl, o jehož rozvoj se zasloužil Claude Boucher, vynálezce prvního stroje na foukání skla.
Mezi roky 1917 a 1918 bylo město centrem československých legií na půdě Francie. Koncem roku 1917 a na začátku roku 1918 zde došlo k soustředění legionářů dopravených z Ruska, dobrovolníků z USA a bývalých válečných zajatců z Rumunska a Srbska. Z nich byly zformovány 21. a 22. čs. střelecký pluk, které byly v létě a na podzim 1918 nasazeny do bojů na západní frontě první světové války. Těsně před koncem války zde vznikl také 23. čs. střelecký pluk (s výrazným zastoupením Slováků z USA) a již po skončení války 24. čs. střelecký pluk. Všechny československé útvary byly mezi prosincem 1918 a lednem 1919 dopraveny do Československa. 

## Turistika
Díky zachovanému historickému centru byl Cognac zařazen v roce 2012 na seznam Villes et Pays d'art et d'histoire. Významnými památkami jsou kromě hradu a Svatojakubské brány také radnice, hrázděný dům Maison de la Lieutenance (senešalské sídlo z 15. století), chrámy Église Saint-Léger a Église Saint-Martin, budova bývalého konventu slouží jako kulturní centrum. Město má anglický park o rozloze sedm hektarů, k rekreaci slouží rovněž ostrovy Île David a Île de la Reine. Každoročně se zde koná literární festival a přehlídka pouličního umění Coup de chauffe. K turistickým atrakcím patří naučná trasa Étapes du cognac a plavba po řece v tradičním člunu gabarre. V Cognacu se rovněž nachází obrazárna, knihovna, krytá tržnice, nemocnice a několik středních škol. Nedaleko byla roku 1938 zřízena základna francouzského letectva Base aérienne 709 Cognac-Châteaubernard.

## Zajímavosti
- Díky množství fosilních nálezů byl podle města pojmenován stratigrafický stupeň coniak.
- Místní pozoruhodností je Dolmen de Séchebec, osmimetrový megalit, jehož stáří se odhaduje na čtyři tisíce let.
- Pro zdejší budovy je typické tmavé zbarvení způsobené plísní Baudoinia compniacensis, která se živí alkoholovými výpary.[7]

## Rodáci
- František I. Francouzský (1494–1547), francouzský král v letech 1515–1547
- Paul-Émile Lecoq de Boisbaudran (1838–1912), chemik, průkopník spektroskopie
- Louis Delâge (1874–1947), automobilový konstruktér
- Jean Monnet (1888–1979), politik, diplomat a ekonom
- Christophe Jallet (*1983), fotbalový reprezentant

## Partnerská města
- Denison (USA)
- Königswinter (Německo)
- Michalovce (Slovensko)
- Perth (Velká Británie)
- Tovuz (Ázerbájdžán)
- Valdepeñas (Španělsko)
- Vyškov (Česko)[8]